# João Gomez de Araújo (Komponist, 1871)
João Gomez de Araújo (* 23. Oktober 1871 in Pindamonhangaba; † 19. Juli 1963 in São Paulo) war ein brasilianischer Komponist.
Der Sohn von João de Gomez Araújo studierte am Konservatorium von Neapel und in Paris und wirkte als Musikpädagoge in São Paulo. Er hinterließ über sechshundert Werke, darunter drei Opern, vier Sinfonien, sechs sinfonische Suiten, acht Streichquartette, Klavierstücke und Lieder.